# Медроксипрогестерон
Медроксипрогестерон (ИНН, BAN), также известный как 17α-гидрокси-6α-метилпрогестерон, и сокращенно МП, это стероидный прогестин препарат, который изначально был не предназначен для использования на людях. Его ацилированное производное, медроксипрогестерона ацетат (МПа), используется как лекарственный препарат. По сравнению с МПа, МП на два порядка менее  эффектвен в качестве прогестагена. Как таковой, сам МП не используется в клинической практике, хотя имеет ограниченное применение в ветеринарной медицине под торговой маркой Controlestril во Франции. Кроме того, это метаболит МПа.
Вместо медроксипрогестерона иногда используется как синоним медроксипрогестерона ацетат.